# Pedro II de Urgel
Pedro II de Urgel (1340 - Balaguer, mayo de 1408), conde de Urgel y vizconde de Áger, barón de Entenza, de Antillón y de Alcolea de Cinca. Era hijo de Jaime I de Urgel y de Cecilia de Cominges, vizcondesa de Turenne.
Tras la muerte de su padre, y por su minoría de edad, heredó el condado bajo la regencia de su madre, la cual tuvo que sanear las finanzas del condado que se encontraban en situación extrema, reordenando el tesoro y la fiscalidad del territorio. Inició grandes construcciones, como la del castillo de Agramunt, los claustros de San Pedro de Áger y la mejora del castillo de Balaguer.
En 1376 otorgó a la ciudad de Balaguer la potestad de celebrar un mercado. Además, favoreció el éxito de este mercado con la abolición de diversas cargas.
Fue fiel a su tío, Pedro IV de Aragón y le ayudó en su lucha contra Pedro I el Cruel en la defensa de las fronteras de Teruel y Daroca. Gracias a esta fidelidad, el rey le nombró lugarteniente de Valencia.

## Matrimonios y descendencia

Escudo de armas de Pedro II de Urgel, según el Armorial de Gelre, f. 62r

El 22 de agosto de 1363 contrajo matrimonio con Beatriz de Cardona, hija de Hugo Folc II de Cardona y de su esposa Blanca de Ampurias. El matrimonio no tuvo descendencia.
En 1375 se casó en segundas nupcias con Margarita, hija de Juan II de Montferrato y de su esposa Isabel de Mallorca, con la que tuvo a: 
- Infante Jaime II de Urgel, conde de Urgel y pretendiente al trono de Aragón en el Compromiso de Caspe.
- Infante Tadeo de Urgel, que murió joven.
- Infanta Beatriz de Urgel, que también murió joven.
- Infanta Leonor de Urgel, monja en Montblanch.
- Infanta Cecilia de Urgel, casada con Bernardo de Cabrera.
- Infante Pedro de Urgel.
- Infante Juan de Urgel, barón de Entenza y de Antillón.

| Predecesor: Cecilia I | Conde de Urgel 1348 - 1408 | Sucesor: Jaime II |